# Filips Frans van Glymes

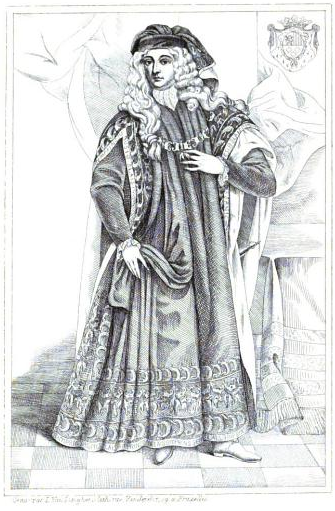
Portret van Filips Frans

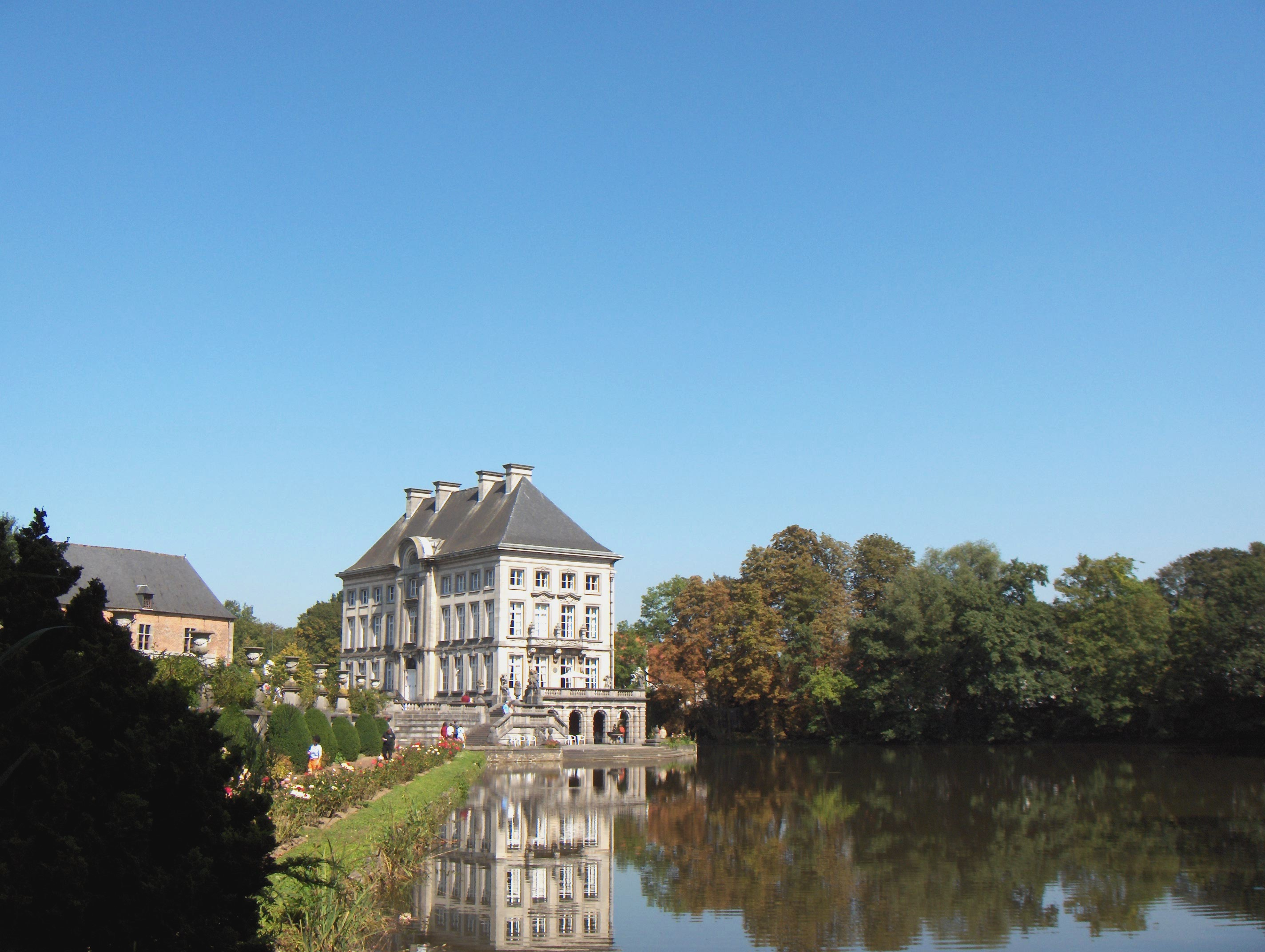
Het Kasteel van Feluy

Filips Frans van Glymes (Grimbergen, 17 september 1646 - Brussel, 12 september 1704), graaf van Grimbergen en prins van Bergen (Frans: de Berghes, Latijn: de Berghis), was een Brabants edelman uit het huis Glymes.
Hij huwde op 21 januari 1674 met zijn nicht Maria Jacqueline van Lalaing, barones van Gaasbeek. Het echtpaar zou zes kinderen krijgen: een zoon Alphonse-François-Dominique en vijf dochters. 
Filips Frans maakte een opgemerkte militaire carrière in dienst van de Spaanse Nederlanden (eerst als kapitein in de cavalerie, dan als kampmeester bij de infanterie en vanaf 1684 als sergeant-generaal). Zijn prinsentitel bekwam hij op 23 mei 1686 bij koninklijke patentbrief van Karel II van Spanje. Historisch verwees hij naar Bergen in Brabant, maar de familiebezittingen aldaar waren al sedert lang in andere handen overgegaan. De Spaanse koning maakte nu zijn Grimbergse graafschap tot prinsdom.
In 1690 werd Filips Frans stadhouder en kapitein-generaal van Henegouwen en nauwelijks een jaar later moest hij Bergen in Henegouwen verdedigen tegen een belegering door de troepen van koning Lodewijk XIV van Frankrijk. Pas na hevige bombardementen en na eervolle voorwaarden te hebben bekomen, gaf hij de stad op. Zijn prestige groeide en hij werd ridder in de Orde van het Gulden Vlies (1694).
Op 17 april 1695 werd hij benoemd tot militair gouverneur van Brussel en opnieuw kreeg hij vrijwel direct te maken met een aanval door de zonnekoning. Het verwoestende Franse bombardement op Brussel was dit keer een pure wraakactie zonder enig veroveringsdoel. Het weekblad Relations véritables prees de actieve rol van de gouverneur tijdens de bluswerken.
In 1701 werd hij beschermer van de Brusselse rederijkerskamer De Wyngaerd. Hij stierf enige jaren later en werd begraven in de Sint-Servaasbasiliek van Grimbergen.

## Nageslacht
Zijn dochter Marie Madeleine Honorine zou nog enige bekendheid krijgen als maîtresse van keurvorst Maximiliaan II Emanuel van Beieren. Om de relatie geheim te houden deed deze haar in 1709 trouwen met zijn vriend Louis Joseph d’Albert de Luynes. Volgens Saint-Simon was het uitsluitend aan haar charmes te danken dat de keurvorst ook het Gulden Vlies kon bekomen voor haar broer Alphonse, qui étoit aussi petit et vilain qu'elle étoit belle et bien faite ("die zo klein en gemeen was als zij mooi en welgevormd").

## Landgoederen
De voornaamste landgoederen van Filips Frans waren het Grimbergse Prinsenkasteel en het Kasteel van Feluy.